# Atomix
Atomix es un portal de noticias de videojuegos en Español, fundado originalmente por Jorge Alor y Óscar Noriega "Akira" como una revista de videojuegos multiplataforma, una de las primeras de su tipo en latinoaḿerica. Creada en 1998 por el equipo editorial que en ese momento se encargaba de la sección de videojuegos de la revista Sputnik, después de 10 años de existencia abandonó el formato impreso y se convirtió en un portal digital de noticias que continúa operando hasta la fecha. 

## Historia

### Comienzos
A finales de la década de los 90, un grupo de amigos universitarios liderado por Jorge Alor, Jaime Limón y Mario Valle lanzaron la revista Sputnik basados en su gusto por la tecnología y fanzines, buscando crear una revista más amigable para una audiencia casual. Su objetivo era atraer a un público más amplio que otras revistas de tecnología que existían en ese momento como Computerworld.
Aprovechando el boom tecnológico de finales de los 90's y el interés que se generó por conocer nuevas tecnologías como el Internet, Alor y su equipo lanzaron el primer número de Sputnik, en un esfuerzo autofinanciado. Gracias a la buena respuesta, pronto consiguieron contacto con marcas de tecnología que mostraron interés en dicha publicación y su segmentación a una audiencia joven interesada en temas de tecnología.
Dado el éxito que estaba teniendo Sputnik, Oscar "Akira" Noriega, entonces integrante del equipo editorial de la sección de videojuegos y también creador del sitio de videojuegos Limit-X, le propuso a Jorge Alor la creación de una revista especializada en videojuegos. El nombre "Atomix" fue elegido para combinar las palabras ‘átomo’ y ‘'bit’, la unidad mínima de información en las computadoras. La revista tuvo buena recepción y gracias a una inyección de capital de distribuidores de puestos de periódicos en México, llegó a vender más de medio millón de ejemplares al mes.

### Fin de la versión impresa
Con el crecimiento del internet como medio de comunicación masiva, Atomix inicialmente tuvo un periodo muy fructífero en el que recibía ingresos por la venta de anuncios en la versión impresa y por licenciar su contenido a otros nacientes portales de internet. Sin embargo el avance de la adopción de formatos digitales y los elevados costos de publicación finalmente llevaron al cese de las ediciones impresas de Atomix y de otras publicaciones del grupo editorial como Sputnik y Sonika.
El 7 de agosto de 2009, Atomix publicó oficialmente en su sitio web que la revista impresa se dejaría de publicar, y que el equipo editorial se enfocaría por completo al portal digital. También se mencionó que lanzarían un último número especial de colección como despedida.

### Atomix versión iPad
En mayo de 2010, Atomix anunció un resurgimiento de la revista en formato digital para iPad, usando el Apple App Store como medio de distribución, con un modelo de suscripción mensual y buscando posicionarse como "la primera revista de videojuegos en iPad", con su contenido publicado en inglés y en español. Esta edición digital fue lanzada en abril de 2011 con el nombre de "Atomix Mag" y en enero de 2012 anunció su soporte para el Quiosco de Apple, así como su transición a un modelo de distribución gratuita. Esta revista digital dejó de brindar soporte en redes sociales en septiembre de 2012, y desapareció sin un anuncio formal por Atomix; su último número publicado en español fue el #10 en junio de 2012.

## Personal
Durante su existencia Atomix ha contado con múltiples colaboradores, muchos de los cuales colaboraron después como periodistas para otras publicaciones como Electronic Gaming Monthly. Algunos también se volvieron creadores de contenido o tuvieron algún emprendimiento en el medio de los videojuegos.
- Óscar Yasser "Akira"
- Daniel Avilés "Densho"
- Adrián Carbajal "Carqui"
- José Saucedo "Azevrec"
- Miguel Sandoval "Asher"
- Lorenzo Grajales "Renzo"
- Claudio Quiroz "El Clau"
- Aureliano Carvajal "Aure"
- Rodrigo Martínez "Rodo"
- Alberto Desfassiaux "Defa"